# Isthmohyla
Isthmohyla ist eine Gattung aus der Familie der Laubfrösche (Hylidae). Sie kommt in Mittelamerika am Isthmus von Panama vor.

## Beschreibung
Die Gattung Isthmohyla wurde im Jahr 2005 nach molekularbiologischen Untersuchungen aus der Gattung Hyla ausgegliedert. Sie ist nur durch verschiedene genetische Differenzierungen von anderen Gattungen abgegrenzt. Es ist bislang keine morphologische Synapomorphie des Taxons bekannt.

## Vorkommen
Das Verbreitungsgebiet der Gattung Isthmohyla umfasst Costa Rica und Panama. Isthmohyla insolita wurde 1993 isoliert von den Verbreitungsgebieten der verwandten Arten in Honduras entdeckt, nach molekularbiologischen Untersuchungen wurde die Art 2024 in die Gattung Plectrohyla gestellt.

## Systematik
Die Gattung Isthmohyla wurde 2005 durch Faivovich et al. erstbeschrieben. Die Typusart ist Isthmohyla pseudopuma, sie wurde ursprünglich als Hyla pseudopuma von Albert Günther im Jahr 1901 beschrieben.
Alle der ursprünglich in die Gattung Isthmohyla gestellten Arten gehörten früher der Gattung Hyla an. Derzeit sind es 13 Arten:
Stand: 3. Juni 2024
- Isthmohyla angustilineata (Taylor, 1952)
- Isthmohyla calypsa (Lips, 1996)
- Isthmohyla debilis (Taylor, 1952)
- Isthmohyla graceae (Myers & Duellman, 1982)
- Isthmohyla infucata (Duellman, 1968)
- Isthmohyla lancasteri (Barbour, 1928)
- Isthmohyla picadoi (Dunn, 1937)
- Isthmohyla pictipes (Cope, 1875)
- Isthmohyla pseudopuma (Günther, 1901)
- Isthmohyla rivularis (Taylor, 1952)
- Isthmohyla tica (Starrett, 1966)
- Isthmohyla xanthosticta (Duellman, 1968)
- Isthmohyla zeteki (Gaige, 1929)

- Isthmohyla melacaena (McCranie & Castañeda, 2006) steht derzeit in der Gattung Bromeliohyla.
- Isthmohyla insolita wurde als Plectrohyla insolita (McCranie, Wilson & Williams, 1993) in die Gattung Plectrohyla gestellt.[3]